# Ivan Almeida
Ivan Freitas Almeida (ur. 10 maja 1989 w Prai) – koszykarz z Republiki Zielonego Przylądka, występujący na pozycjach rzucającego obrońcy lub niskiego skrzydłowego, posiadający także portugalskie obywatelstwo, obecnie zawodnik Benfica Lizbona.
9 września 2017 został zawodnikiem Anwilu Włocławek.
24 sierpnia 2018 dołączył do estońskiego Kalev/Cramo. 21 stycznia 2019 opuścił klub.
28 stycznia 2019 włocławscy kibice na internetowym portalu zrzutka.pl utworzyli zbiórkę, mającą na celu opłacenie jego kontraktu oraz ponowne dołączenie do zespołu Anwil Włocławek.
1 lutego 2019 ponownie dołączył do Anwilu Włocławek. Został pierwszym w historii PLK zawodnikiem, który zdobył tytuły MVP sezonu regularnego, finałów oraz superpucharu ligi. 8 października zawarł umowę z czeskim ČEZ Nymburk. 27 listopada opuścił klub.
5 stycznia 2020 został zawodnikiem portugalskiego Galitos-Barreiro. 20 stycznia dołączył do włoskiego Universo Treviso Basket. 16 września 2020 zaliczył kolejny powrót do Włocławka. Następnie przeszedł do klubu Benfica Lizbona.

## Osiągnięcia
Stan na 25 listopada 2023, na podstawie, o ile nie zaznaczono inaczej.

### Drużynowe
- Mistrz:
  - Polski (2018[14], 2019[15])
  - Portugalii (2023)
  - Republiki Zielonego Przylądka (2009, 2012, 2013)
- Zdobywca:
  - superpucharu:
    - Polski (2017)[16]
    - Portugalii (2023)

  - Pucharu Portugalii (2013, 2023)

### Indywidualne
- MVP:
  - sezonu zasadniczego EBL (2018)[17]
  - finałów EBL (2019)[18]
  - superpucharu Polski (2017)[19]
  - miesiąca PLK (listopad 2017)[20]
- Zaliczony do I składu:
  - EBL (2018[17], 2019 przez dziennikarzy[21])
  - kolejki EBL (4, 6, 12 – 2020/2021)[22][23][24]
- Akcja sezonu Energa Basket Ligi 2018/2019[25]
- Lider strzelców francuskiej II ligi Pro B (2015)[26]

### Reprezentacja
- Uczestnik Afrobasketu (2009 – 13. miejsce, 2015 – 10. miejsce)
- Wicemistrz Igrzysk Luzofonii (2009)
- Brązowy medalista Igrzysk Luzofonii (2006)